# Film (журнал)
Film (рус. Фильм) — польский иллюстрированный журнал о кино, который издавался с 1 августа 1946 года по 2013 год. Старейший польский журнал, посвящённый кинокультуре.
Учредителями журнала были Ежи Гижицкий, Збигнев Питера, Тадеуш Ковальский и Болеслав Михалек. В начале выходил еженедельно, затем — 2 раза в месяц. С сентября 1993 года — 1 раз в месяц.
Журнал помещая на своих страницах рецензии о кинопремьерах, новости и интересную информацию из мира киноиндустрии, интервью с деятелями польского и международного кинематографа.
В январе 2007 года журнал был куплен Platforma Mediowa Point Group. С сентября 2012 главным редактором является Томаш Рачек.
Среди редакторов журнала были Мацей Павлицкий, Лех Курпевский, Игорь Залевский, Роберт Мазурек, Агнешка Ружичка, Марцин Прокоп и Яцек Раковецкий.
В 2013 г. принято решение прекратить выпуск журнала. Всего вышло 2537 номера.
С 1956 года журналу была присуждена старейшая польская кинопремия «Złota Kaczka» («Золотая утка»).